# Liste von Spielern des TV Bittenfeld
Die Liste von Spielern des TV Bittenfeld verzeichnet aktuelle und ehemalige Spieler des TV Bittenfeld.
Erklärungen

Beim TV Bittenfeld in der Saison 2020/21 aktive Spieler sind in Fettschrift hervorgehoben.
| A - Sebastian Arnold (2015–2016): Der Torhüter des TSV Neuhausen spielte in der Saison 2015/16 mit einem Zweitspielrecht für den Verein. - Elvar Ásgeirsson (seit 2019): Der Rückraumspieler kam im Sommer 2019 von UMF Afturelding. |
| B - Jens Baumbach (2001–2011): War als Spieler und als Co-Trainer für den Verein tätig. - Simon Baumgarten (seit 2004): Der Kreisläufer spielte von 2005 bis 2007 mit einem Zweitspielrecht auch für Frisch Auf Göppingen. - Jens Bechtloff (bis 2007): Der Linksaußen spielte schon für die deutsche Nationalmannschaft und gewann mit dem TBV Lemgo im Jahr 2010 den EHF-Pokal. - Alexander Bischoff: Der Kreisläufer stieg mit dem Verein in die Bundesliga auf. - Johannes Bitter (seit 2016): Der deutsche Nationaltorhüter kam im Januar 2016 vom insolventen HSV Hamburg. - Markus Brodbeck (2005–2008): Der Torwart stieg mit dem Verein 2006 in die 2. Bundesliga auf. - Jens Bürkle (bis 2001): Der Kreisläufer und heutige Trainer stieg mit dem Verein im Jahr 1999 in die Oberliga auf. - Marc Bürkle (bis 2005): Der Torwart stieg mit dem Verein in die Regionalliga auf. - Florian Burmeister (2012–2019): Der Rückraumspieler aus der eigenen Jugend wurde in der Saison 2016/17 erstmals in der Bundesliga eingesetzt. Im Sommer 2019 wechselte er zur HG Oftersheim/Schwetzingen. |
| C - Can Çelebi (2016–2017): Der türkische Nationalspieler kam im September 2016 vom französischen Erstligisten Chartres Métropole Handball 28 und verließ den Verein nach der Saison wieder. - Teo Čorić (2015–2017): Der kroatische Nationalspieler kam von RK Zagreb und wechselte 2017 zum Neusser HV. - Cedric Coudoro (ab 2005): Stieg mit dem Verein 2006 in die 2. Bundesliga auf. |
| D - Lukas von Deschwanden (2018–2019): Der Schweizer Nationalspieler kam 2018 von Wacker Thun und wechselte nach einer Saison zu Chambéry Savoie HB. - Luděk Drobek (seit 2007): Der tschechische Nationalspieler beendete 2011 seine Profikarriere in Bittenfeld und ist als Spielertrainer der 3. Mannschaft tätig. |
| E - Julius Emrich: Der Kreisläufer stieg mit dem Verein in die 2. Bundesliga auf. - Sajad Esteki (2015): War der erste Iraner, der in der Bundesliga spielte. Der Vertrag mit dem Nationalspieler wurde allerdings bereits nach wenigen Monaten wieder aufgelöst. |
| F - Rudolf Faluvégi (seit 2019): Der ungarische Nationalspieler kam im Sommer 2019 von Cesson-Rennes Métropole HB. - Luis Foege (seit 2017): Wechselte in der Jugend von der HSG Ostfildern zum Verein. - Jan Forstbauer (2010–2012): Wechselte nach zwei Spielzeiten zur SG Leutershausen. - Viorel Fotache (2015–2017): Der rumänische Nationalspieler kam im Dezember 2015 von HC Minaur Baia Mare und verließ den Verein nach der Saison 2016/17. - Pierre Freudl: Kam vom TV Kornwestheim und kehrte nach zwei Jahren dorthin zurück. - Lars Friedrich (2012–2016): Kam von der TSV Hannover-Burgdorf und wechselte im Sommer 2016 zur HBW Balingen-Weilstetten. - Helge Fröschle (bis 2007): Spielte für den Verein in der Saison 2006/07 in der 2. Bundesliga. - Henning Fröschle: War als Spieler und als Trainer für den Verein tätig. |
| G - Marvin Gille: Der Rückraumspieler aus der eigenen Jugend spielte bereits für die 1. und 2. Mannschaft des Vereins. - Arnór Þór Gunnarsson (2010–2012): Der isländische Nationalspieler kam vom dortigen Erstligisten Valur Reykjavík und wechselte danach zum Bergischen HC. - Björgvin Páll Gústavsson (2007–2009): Torhüter der isländischen Nationalmannschaft, die bei den Olympischen Spielen in Peking die Silbermedaille gewann – spielte danach für den SC Magdeburg und den Bergischen HC. |
| H - Kai Häfner (2006–2007): Der deutsche Nationalspieler wechselte nach einer Spielzeit zu Frisch Auf Göppingen. - Max Häfner (seit 2017): Der Linksaußen kam vom TSB Schwäbisch Gmünd. - Maik Hammelmann (bis 2007): Der Torwart stieg mit dem Verein 2006 in die 2. Bundesliga auf. - Nick Haspinger: Der Spieler aus der eigenen Jugend wurde in der Saison 2017/18 erstmals in der Bundesliga eingesetzt. - Marco Hauk (2008–2010): Kam vom Erstligisten TV Großwallstadt und wechselte nach zwei Spielzeiten zur TSG Friesenheim. - Alexander Heib (bis 2012; seit 2013): Der Spieler aus der eigenen Jugend spielte zwischenzeitlich beim TV 1893 Neuhausen. - Christoph Hinz (2007): Kam im Februar 2007 von der HBR Ludwigsburg und wechselte nach Saisonende zum TSV Deizisau. - Yannick Hölzl (bis 2016): Der Torwart spielte vier Jahre für den Verein und wechselte im Oktober 2016 zum TV 1893 Neuhausen. - Mario Hoppe: Stieg mit dem Verein 2006 in die 2. Bundesliga auf. - Finn Hummel (seit 2019): Der Torwart debütierte in der Saison 2019/20 in der Bundesliga. |
| J - Felix Jaeger (2017–2019): Der Rückraumspieler der SG Leutershausen spielte mit einem Zweitspielrecht für den Verein. - Dragan Jerković (2013–2017): Der kroatische Nationalspieler kam im Januar 2014 vom französischen Zweitligisten US Créteil Handball und wechselte 2017 zum VfL Eintracht Hagen. - Peter Jungwirth (2012–2014): Der Rechtsaußen kam von der HSG Wetzlar und kehrte danach zu seinem Heimatverein nach Kornwestheim zurück. |
| K - Dominik Keim: Der Linksaußen kam 2017 von der TSB Schwäbisch Gmünd und wurde in der Saison 2018/19 erstmals in der Bundesliga eingesetzt. Zur Saison 2020/21 wechselte er zum TSV Zizishausen. - Martin Kienzle (2009–2016; seit 2017): Spielte ab der B-Jugend für den Verein und wechselte 2016 zur TGS Pforzheim, von wo er 2017 wieder zum Verein zurückkehrte. - Kasper Kisum (2015–2016): Der dänische Rückraumspieler spielte in der Saison 2015/16 für den Verein. - Patrick Kleefeld: Der Spieler aus der eigenen Jugend spielte in der Saison 2006/07 nach dem Aufstieg in der 2. Bundesliga. - David Krammer (2007–2011): Spielte für die 1. und 2. Mannschaft und wechselte 2011 zur SV Remshalden. - Michael Kraus (2016–2019): Der ehemalige deutsche Nationalspieler wechselte von Frisch Auf Göppingen zum Verein. Während der Saison 2018/19 wechselte er zur SG BBM Bietigheim. - Finn Kretschmer (2014–2018): Spielte zuvor beim SC Magdeburg und beim VfL Bad Schwartau. 2018 kehrte er zurück zum VfL Lübeck-Schwartau. - Nils Kretschmer (2014–2015): Während der Saison 2014/15 vom TV Großwallstadt gekommen, wechselte der Rückraumspieler nach Saisonende zum HC Elbflorenz. - Viggó Kristjánsson (seit 2020): Der isländische Nationalspieler kam 2020 von der HSG Wetzlar. - Benjamin Krotz (2007–2009): Stand in der Saison 2007/08 auch mit einem Zweitspielrecht bei Frisch Auf Göppingen im Tor, wechselte später zur SG BBM Bietigheim. - Patrik Kvalvik (2014): Der schwedische Kreisläufer gehörte zu Beginn der Saison 2014/15 dem Kader an, verließ den Verein allerdings verletzungsbedingt ohne Einsatz. |
| L - Sven Lechner (bis 2007): Stieg mit dem Verein in die Oberliga, Regionalliga und 2. Bundesliga auf. - Steffen Lehle (2004–2009; seit 2015): Der Torwart aus der eigenen Jugend spielte bereits für die 1. und 2. Mannschaft des Vereins. - Nick Lehmann: Der Torwart kommt aus der eigenen Jugend. - Mark Leinhos (2014–2016): Wurde in der Saison 2014/15 in der 2. Bundesliga eingesetzt. - Marcel Lenz (2008–2011): Spielte für die 1. und 2. Mannschaft und wechselte 2011 zum HV Stuttgarter Kickers. - Felix Lobedank (2016–2018): Kam von Frisch Auf Göppingen, wo er 2012 den EHF-Pokal gewonnen hat. 2018 wechselte er zur SG Pforzheim/Eutingen. - Adam Lönn (seit 2019): Der schwedische Nationalspieler kam im Sommer 2019 von HK Malmö. - Gregor Lorger (2011–2012): Der slowenische Nationalspieler hütete eine Saison das Tor des Vereins. - Jörg Lützelberger (2015): Der Co-Trainer des VfL Gummersbach kam Ende der Saison 2014/15 für vier Pflichtspiele zu einem Comeback als Spieler. |
| M - Andreas Maier (seit 2018): Der Linksaußen kam in der Jugend vom TV Altenstadt und wurde in der Saison 2019/20 erstmals in der Bundesliga eingesetzt. - Jonas Maier (2017–2019): Der Torwart kam 2017 vom TBV Lemgo und wechselte 2019 zur SG BBM Bietigheim. - Mitar Markez (2011–2012): Mit einem Zweitspielrecht wurde der serbische Nationalspieler von Frisch Auf Göppingen in der Saison 2011/12 eingesetzt. - Robert Markotić (2018–2020): Der kroatische Rückraumspieler wechselte im Februar 2018 von RK Velenje zum Verein. 2020 verließ er den Verein zur SG Ratingen 2011. - Linus Mathes (2016–2017): Der Torhüter des TSB Heilbronn-Horkheim spielte mit einem Zweitspielrecht für den Verein. - Djibril M’Bengue (2013–2018): Der Rückraumspieler kam vom TSB Schwäbisch Gmünd. 2018 wechselte er zum FC Porto. - Jerome Müller (seit 2020): Der Rückraumspieler kam 2020 von der TSG Friesenheim. - Jürgen Müller (2011–2015): Der Torwart, der schon für die deutsche Nationalmannschaft spielte, kam vom schwedischen Klub Ystads IF HF. |
| N - Fynn-Luca Nicolaus (seit 2018): Der Linksaußen kam in der Jugend von der HABO JSG und wurde in der Saison 2019/20 erstmals in der Bundesliga eingesetzt. |
| O - Max Oehler (2018–2019): Der deutsche U18-Nationalspieler kam 2018 von der JSG Balingen-Weilstetten und wechselte 2019 zur SG BBM Bietigheim. - / Dragoș Oprea (2016): Der deutsche und rumänische Nationalspieler kam im Dezember 2016 für drei Pflichtspiele, um Verletzungs- und Krankheitsausfälle zu kompensieren. - Marian Orlowski (2016–2018): Der Rückraumspieler kam vom ASV Hamm 04/69 Handball und wechselte danach zum TuS N-Lübbecke. - Yunus Özmusul (2015–2016): Der türkische Nationaltorhüter stand in der Saison 2015/16 im Tor des Vereins und kehrte danach zurück zu Beşiktaş Istanbul. - Barbaros Özsöz (ab 2004): Der Torwart spielte in der Regionalliga für den Verein. |
| P - Leon Pabst (2011–2013): Der Kreisläufer spielte in der 2. Bundesliga für den Verein. - Žarko Peševski (seit 2019): Der nordmazedonische Nationalspieler kam im Sommer 2019 von HK Motor Saporischschja. - Sascha Pfattheicher (seit 2017): Der Rechtsaußen der SG Leutershausen spiele zuerst eine Saison lang mit einem Zweitspielrecht für den Verein, bevor er fest in den Kader aufgenommen wurde. - Mihai Pop (2016): Der rumänische Torhüter kam im Dezember 2016 vom HC Minaur Baia Mare und bestritt drei Bundesligaspiele für den Verein, bevor er zum CS Dinamo Bukarest wechselte. - Philipp Porges (seit 2016): Der Linksaußen kam vom TSV Schmiden. - Evgeni Prasolov (2007–2009): Der in Usbekistan geborene Linksaußen kam vom TSV Schmiden und kehrte dorthin nach zwei Jahren wieder zurück. - Primož Prošt (seit 2020): slowenische Nationalspieler hütet seit 2020 das Tor des Vereins. |
| R - Sebastian Rica-Kovac: Der Torwart aus der eigenen Jugend wurde in der Saison 2017/18 erstmals in der Bundesliga eingesetzt. - Patrick Rothe: Der Spieler aus der eigenen Jugend stieg mit dem Verein 2006 in die 2. Bundesliga auf. - Samuel Röthlisberger (seit 2017): Der Schweizer Nationalspieler kam 2017 vom BSV Bern Muri. - / Maximilian Rolka (seit 2017): Der Rückraumspieler der SG Leutershausen spielt mit einem Zweitspielrecht für den Verein. - Bastian Rutschmann (2009–2011): Der Torwart verließ den Verein nach zwei Jahren und spielte später unter anderem für Frisch Auf Göppingen. |
| S - Stefan Salger (2017–2018): Der Rückraumspieler kam von der SG Leutershausen und wechselte nach einer Saison zur TSG Friesenheim. - Thorsten Salzer (2011–2012): Kam während der Spielzeit 2010/11 und wechselte zum Saisonbeginn 2012/13 zur SG BBM Bietigheim. - Bobby Schagen (2016–2019): Der niederländische Nationalspieler kam 2016 vom TuS N-Lübbecke und wechselte 2019 zum TBV Lemgo. - Tobias Schimmelbauer (2010–2019): Der Linksaußen kam 2010 von der HSG FrankfurtRheinMain und wechselte 2019 zum Handball Sport Verein Hamburg. - Felix Schmidl (2008–2013): Der Torhüter verließ den Verein zum spanischen Erstligisten Frigorificos del Morrazo Cangas. - David Schmidt (2018–2020): Der Rückraumspieler kam 2018 von der TSG Friesenheim. 2019 wurde er erstmals als deutscher Nationalspieler berufen. 2020 wechselte er zum Bergischen HC. - Florian Schöbinger (2000–2016): Spielte 16 Jahre für den Verein, bevor er 2016 zum HC Oppenweiler/Backnang wechselte. - Alexander Schulze (seit 2020): Der Linksaußen des TuS 04 Kaiserslautern-Dansenberg spielt mit einem Zweitspielrecht für den Verein. - Günter Schweikardt (bis 1971; ab 1973): Spielte mit einer Unterbrechung von zwei Jahren während seiner gesamten Karriere für den Verein. Später Trainer und Sportlicher Leiter des Vereins. - Jürgen Schweikardt (bis 2001; 2002–2013): Mit Ausnahme von einer Saison während seiner gesamten Karriere für den Verein tätig. Später Trainer und Geschäftsführer des Vereins. - Michael Schweikardt (bis 2003; 2012–2019): Der Spieler aus der eigenen Jugend spielte für Frisch Auf Göppingen und die MT Melsungen, bevor er 2012 zum Verein zurückkehrte, wo er am Ende der Saison 2018/19 seine aktive Karriere beendete. - Daniel Sdunek (2009–2015; seit 2017): Der Torwart kam vom insolventen Zweitligisten HR Ortenau und wechselte 2015 zur TGS Pforzheim. 2017 kam er zurück zum Verein. - Sebastian Seitner (2008–2010): Der frühere Spieler von Frisch Auf Göppingen spielte zwei Jahre für den Verein. - Michael Seiz (1998–2016): Wechselte nach 18 Jahren im Verein 2016 in die 2. Mannschaft der HBW Balingen-Weilstetten. - Árni Þór Sigtryggsson (2011–2012): Der isländische Nationalspieler kam während der Saison 2010/11 vom DHC Rheinland und wechselte später zur TSG Friesenheim. - Manuel Späth (2017–2020): Der deutsche Nationalspieler und vierfache EHF-Pokal-Sieger wechselte 2017 von Frisch Auf Göppingen zum Verein. 2020 verließ er den Verein zum portugiesischen Erstligisten FC Porto. - Michael Spatz (2015–2016): Der deutsche Nationalspieler kam vom TV Großwallstadt, wohin er nach einer Saison zurückkehrte. - Sebastian Stump (bis 2006): Stieg mit dem Verein in Regionalliga und 2. Bundesliga auf. - Richard Sundberg (2014–2015): Der finnische Nationalspieler stieg mit dem Verein in der Saison 2014/15 in die Bundesliga auf. - / Dennis Szczesny (2012–2014): Vom DHC Rheinland gekommen, verließ der Rückraumspieler den Verein zum TUSEM Essen. |
| V - Jan Větrovec (2006–2008): Der tschechische Nationalspieler kam aufgrund der Insolvenz der SG Leutershausen zum Verein. |
| W - Valentin Weckerle (bis 2009): Stand bereits mit 17 Jahren im Zweitligakader des Vereins. - Adrian Wehner (2001–2011): Bestritt über 230 Zweitligaspiele für den Verein. - Dominik Weiß (seit 2009): Wurde 2016 erstmals als deutscher Nationalspieler berufen. - Tim Roman Wieling (seit 2019): Der Rechtsaußen kam im Sommer 2019 vom TSV Bayer Dormagen. - Jannyk Wissmann: Der Linksaußen aus der eigenen Jugend wurde in der Saison 2018/19 erstmals in der Bundesliga eingesetzt. |
| Z - Christian Zeitz (2020): Der deutsche Nationalspieler kam während der Saison 2019/20 von der insolventen SG Nußloch. Nach der Saison verließ er den Verein. - Patrick Zieker (seit 2019): Der Linksaußen kam im Sommer 2019 vom TBV Lemgo. 2019 wurde er erstmals als deutscher Nationalspieler berufen. |